# Walter Fantini
Walter Fantini, all'anagrafe Renato Alfredo Fantini (San Bartolomeo in Bosco, 8 gennaio 1912 – Copparo, 15 febbraio 1997), è stato un ciclista su strada italiano, professionista e indipendente tra il 1934 e il 1938.

## Carriera
Da professionista corse nel 1935 per la Gloria, vincendo in luglio la Coppa Zucchi di 259 km a Firenze; nello stesso anno partecipò al Giro d'Italia vestendo la maglia rosa al termine della quarta tappa, a Cesenatico. Attivo come indipendente nelle stagioni seguenti, partecipò con i colori dell'U.C. Modenese al Giro d'Italia 1938, che chiuse al trentaseiesimo posto.

## Palmarès
- 1935 (Gloria, una vittoria)

Coppa Zucchi

## Piazzamenti

### Grandi Giri
- Giro d'Italia

1935: 52º
1938: 36º